# Horaia
Horaia là một chi bọ cánh cứng trong họ Chrysomelidae.
Chi này được miêu tả khoa học năm 1935 bởi Chûjô.

## Các loài
Chi này gồm các loài:
- Horaia laevigata Chen & Wang, 1980